# Aristídis Rapanákis
Aristídis Rapanákis (grec moderne : Αριστείδης Ραπανάκης) est un skipper grec né le 11 février 1954 et mort en octobre 2022.

## Carrière
Aristídis Rapanákis obtient une médaille de bronze olympique de voile en classe Soling aux Jeux olympiques d'été de 1980 de Moscou.